# كيفن برايس
كيفن برايس (بالإنجليزية: Kevin Bryce)‏ هو لاعب اتحاد الرغبي بريطاني، ولد في 7 سبتمبر 1988 في Alloa ‏ في المملكة المتحدة.

## وصلات خارجية
- كيفن برايس عل موقع إسبنسكروم (الإنجليزية)
- كيفن برايس على موقع ItsRugby.co.uk (الإنجليزية)